# Sainte-Marthe-sur-le-Lac
Sainte-Marthe-sur-le-Lac, antes también conocida como Sainte-Marthe-des-Deux-Montagnes, es una ciudad de la provincia de Quebec en Canadá. Es una de las ciudades que conforman la Comunidad metropolitana de Montreal y se encuentra en el municipio regional de condado de Deux-Montagnes y a su vez, en la región administrativa de Laurentides. Hace parte de las circunscripciones electorales de Mirabel a nivel provincial y de Rivière-des-Mille-Îles a nivel federal.

## Geografía
Sainte-Marthe-sur-le-Lac se encuentra ubicada en las coordenadas 45°32′00″N 73°56′00″O / 45.53333, -73.93333. Según Statistique Canada, tiene una superficie total de 9,31 km² y es una de las 1135 municipalidades en las que está dividido administrativamente el territorio de la provincia de Quebec.

## Política
Sainte-Marthe-sur-le-Lac está incluso en el MRC de Deux-Montagnes. El consejo municipal se compone del alcalde y de seis consejeros representando seis distritos territoriales. La alcaldesa actual (2015) es Sonia Paulhus.
|                                  | 2005-2009          | 2009-2013             | 2013-2017             |
| Alcalde                          | Sonia Paulhus      | Sonia Paulhus         | Sonia Paulhus         |
| 1 - Promenades                   | François Robillard | François Robillard#   | François Robillard#   |
| 2 - Bellerive                    | Sylvain Goudreault | Jean-Guy Lajeunesse#  | Jean-Guy Lajeunesse#  |
| 3 - Domaine                      | Olivier Hamel      | Yves Legault#         | Yves Legault#         |
| 4 - Val-des-Sables               | Yves Legault       | André Bessette#       | André Bessette#       |
| 5 - Érablière - Sainte-Madeleine | Richard Paquette   | Annie-Claude Lacombe# | Annie-Claude Lacombe# |
| 6 - Pucheraie                    | Daniel B. Bisson   | François Racine       | François Racine#      |

* Al inicio del termo pero no al fin.  ** Al fin del termo pero no al inicio. # En el partido del alcalde (2009-2013).

## Demografía
Según el censo de Canadá de 2011, había 15 689 personas residiendo en esta ciudad con una densidad de población de 1684,5 hab./km². Los datos del censo mostraron que de las 11 311 personas censadas en 2006, en 2011 hubo un aumento poblacional de 4378 habitantes (38,7%). El número total de inmuebles particulares resultó de 6167 con una densidad de 662,41 inmuebles por km². El número total de viviendas particulares que se encontraban ocupadas por residentes habituales fue de 6039.
Evolución de la población total, Sainte-Marthe-sur-le-Lac, 1991-2015